# Quyền về tình dục

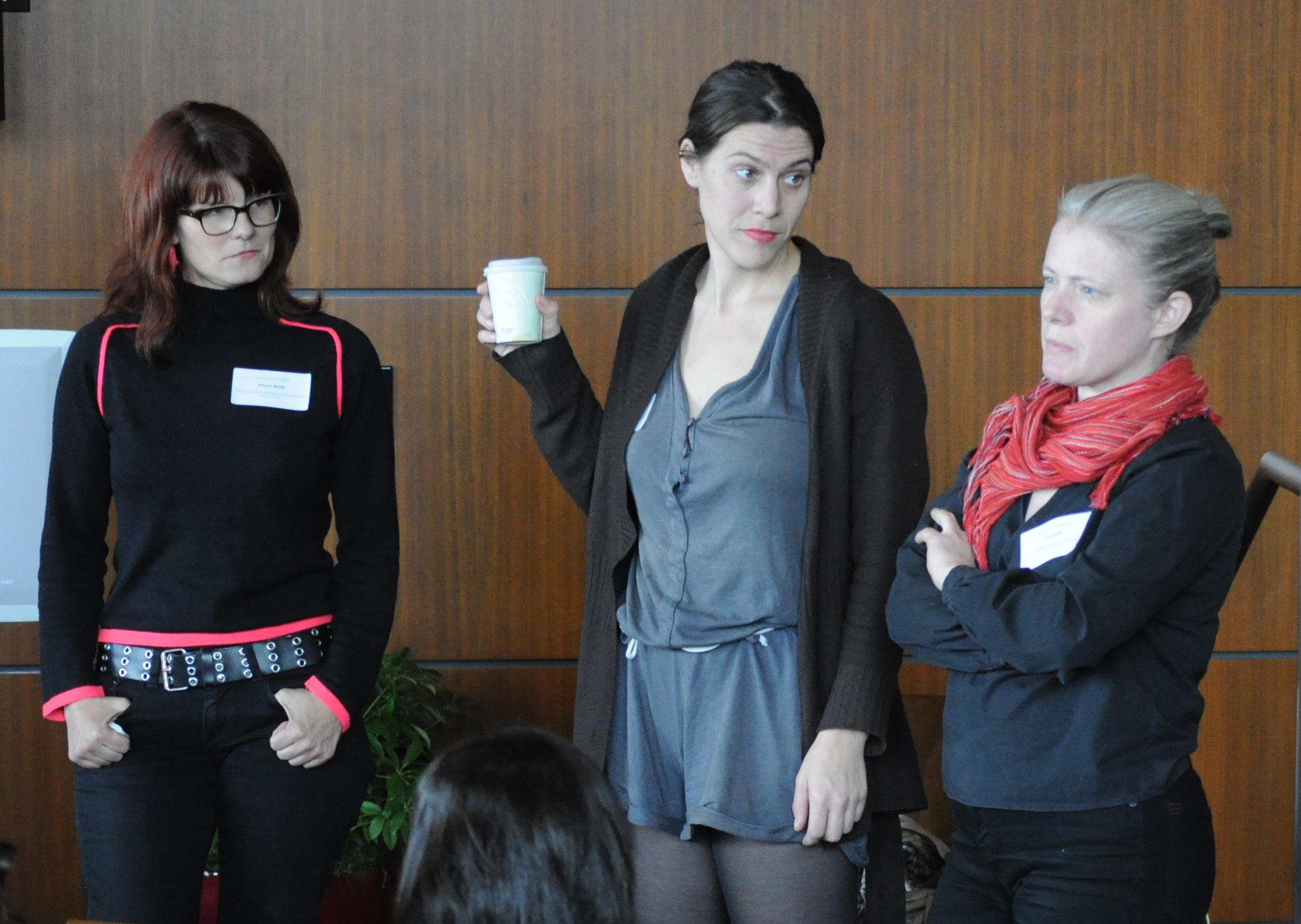
Các nhà tranh đấu cho quyền được tình dục gồm Allison Wolfe, Anna Oxygen, Jen Smith

Quyền về tình dục (Right to sexuality) hay quyền được tình dục hoặc quyền tình dục là quyền con người bao gồm bao gồm quyền thể hiện tính dục của một người và quyền không bị phân biệt đối xử dựa trên khuynh hướng tình dục. Đây một khái niệm phức tạp và tương đối mới, tập trung vào quyền của mỗi cá nhân được toàn quyền kiểm soát và đưa ra các quyết định liên quan đến đời sống tình dục của mình một cách tự do, bình đẳng, an toàn và không bị ép buộc, phân biệt đối xử hay bị bạo lực tình dục. Nó là một phần mở rộng của các quyền con người cơ bản. Bản chất bất khả xâm phạm của các quyền thuộc về mỗi người với tư cách là con người. Quyền được tình dục rất khó định nghĩa, vì nó bao gồm nhiều quyền khác nhau trong khuôn khổ luật nhân quyền quốc tế. Xu hướng tính dục được định nghĩa trong từ điển Cambridge là "Việc một người bị hấp dẫn về mặt tình dục hoặc tình cảm với những người thuộc một hoặc nhiều giới tính cụ thể". Mặc dù điều này cũng áp dụng cho dị tính, nhưng nó cũng bao gồm quyền con người của những người có khuynh hướng tình dục đa dạng, bao gồm đồng tính nữ, đồng tính nam, vô tính và song tính, và việc tranh đấu bảo vệ những quyền đó.  

## Nội hàm

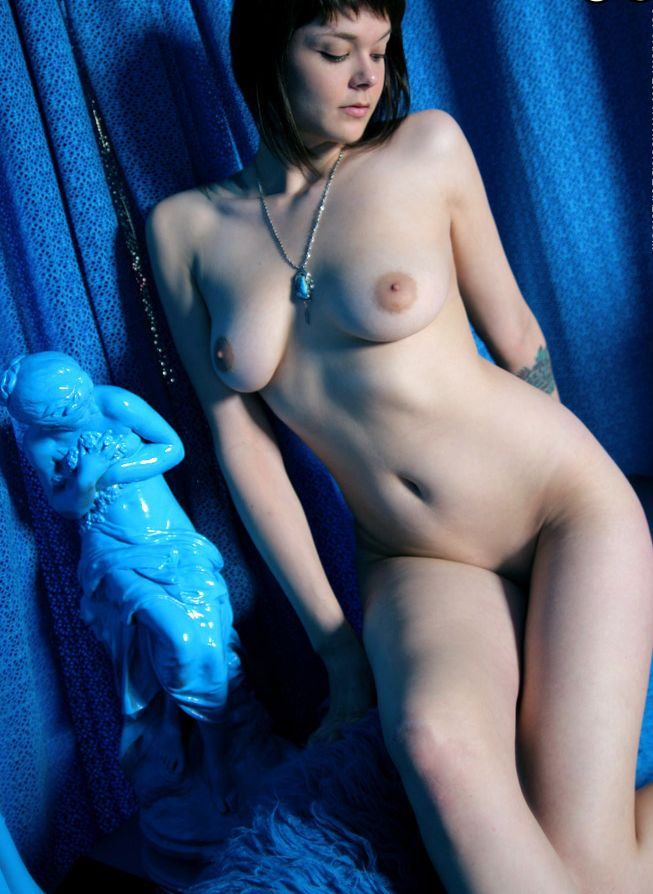
Quyền tự quyết cơ thể, phơi bày cơ thể

Không có quyền về tình dục nào được nêu rõ trong luật nhân quyền quốc tế mà thay vào đó, quyền này được tìm thấy trong một số văn kiện nhân quyền quốc tế, bao gồm Tuyên ngôn Quốc tế Nhân quyền, Công ước Quốc tế về các Quyền Dân sự và Chính trị và Công ước Quốc tế về các Quyền Kinh tế, Xã hội và Văn hóa thường nằm trong khuôn khổ rộng hơn của quyền sức khỏe tình dục và sinh sản. Khái niệm này bao gồm nhiều khía cạnh gồm quyền tự quyết về cơ thể, theo đó mỗi cá nhân có quyền tự quyết định về cơ thể mình, bao gồm cả việc tham gia hoặc từ chối các hoạt động tình dục. Quyền được thể hiện tính dục, được bày tỏ giới tính, bản dạng giới và xu hướng tình dục của mình mà không bị kỳ thị hay trừng phạt. Điều này bao gồm quyền của người đồng tính, song tính, chuyển giới được công nhận và tôn trọng tính dục của họ. 
Quyền được tiếp cận thông tin chính xác, khách quan về giáo dục giới tính toàn diện gồm tình dục, sức khỏe sinh sản, các biện pháp tránh thai và phòng chống bệnh lây truyền qua đường tình dục để đưa ra các quyết định có trách nhiệm. Quyền được đạt khoái cảm và sự thỏa mãn khi tình dục không chỉ là sinh sản mà còn là một khía cạnh của cuộc sống mang lại khoái cảm và sự thỏa mãn, miễn là dựa trên sự đồng thuận và tôn trọng lẫn nhau. Quyền lựa chọn bạn tình, nhiều bạn tình và hình thức quan hệ, các tư thế quan hệ, quyền tự do lựa chọn đối tác tình dục và các hình thức quan hệ tình tục dựa trên sự đồng thuận. Mọi người đều có quyền được bảo vệ khỏi mọi hình thức bạo lực tình dục (cưỡng hiếp, quấy rối, bóc lột) và phân biệt đối xử dựa trên giới tính, xu hướng tính dục hay bản dạng giới của họ. Quyền có đời sống tình dục riêng tư là quyền riêng tư đối với các vấn đề tình dục cá nhân, miễn là không gây ảnh hưởng người khác, họ có quyền có đời sống tình dục riêng tư, không bị can thiệp trái phép. Quyền lựa chọn kết hôn và lập gia đình mà không bị phân biệt đối xử.

## Hình ảnh

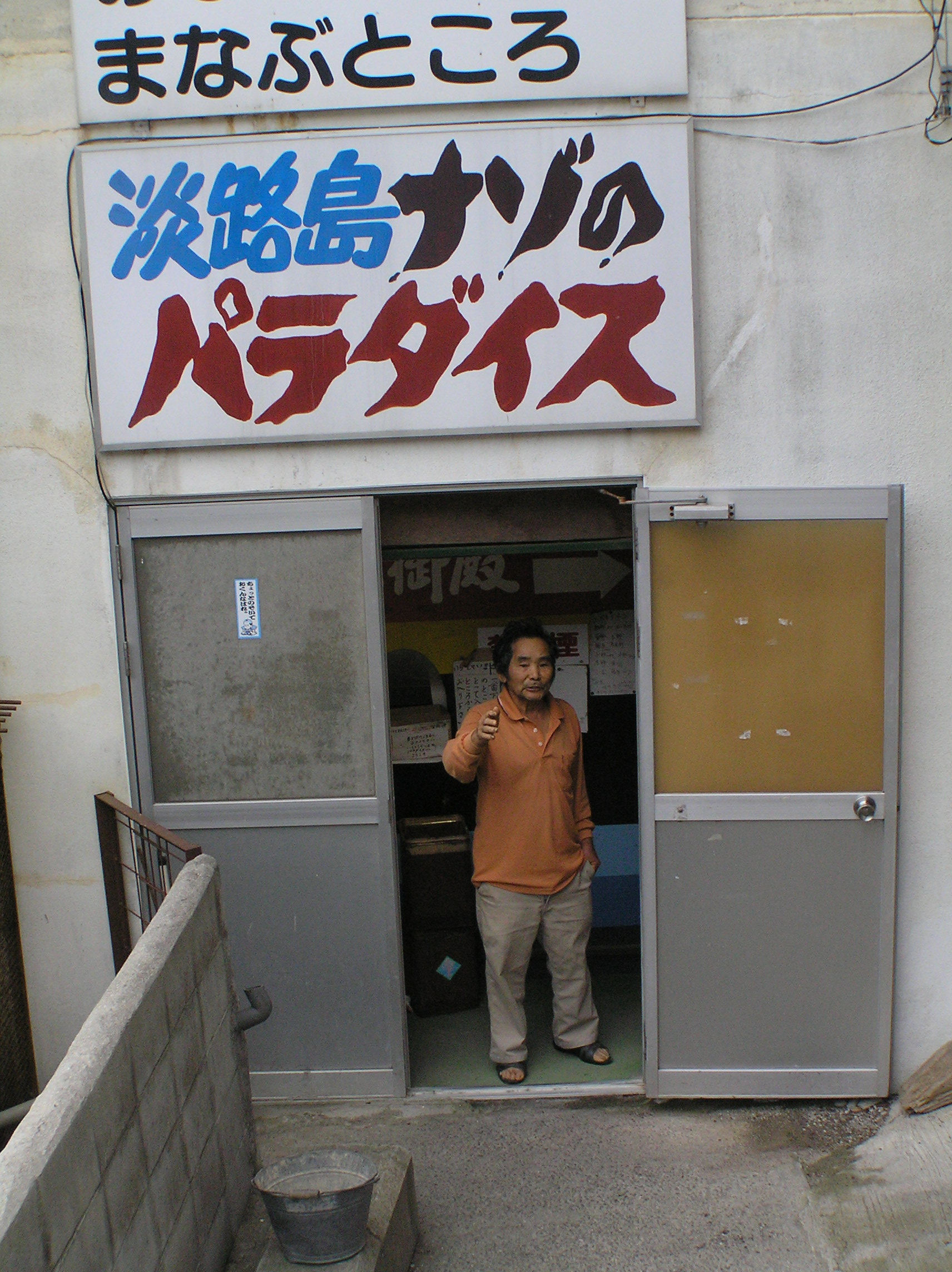
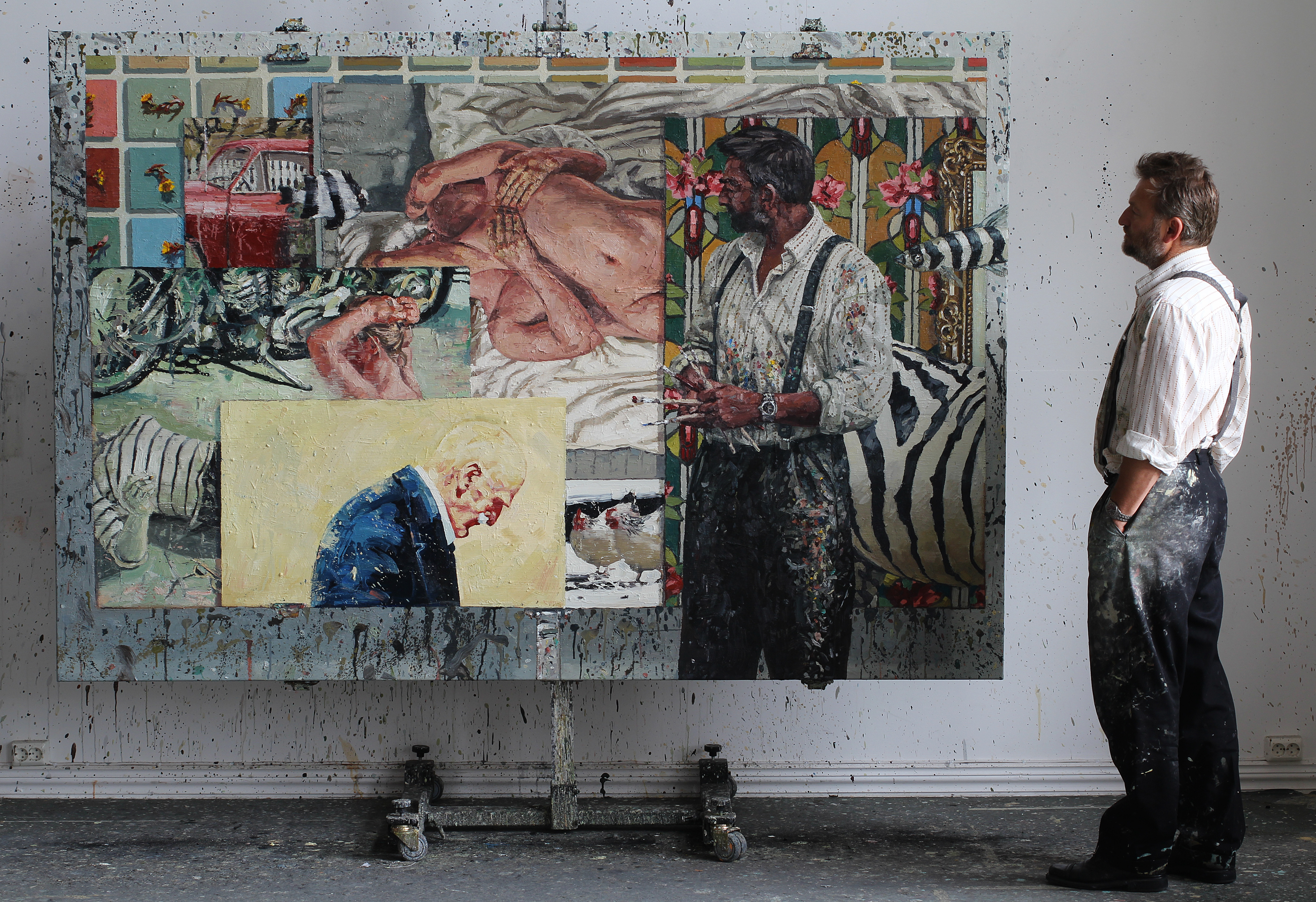
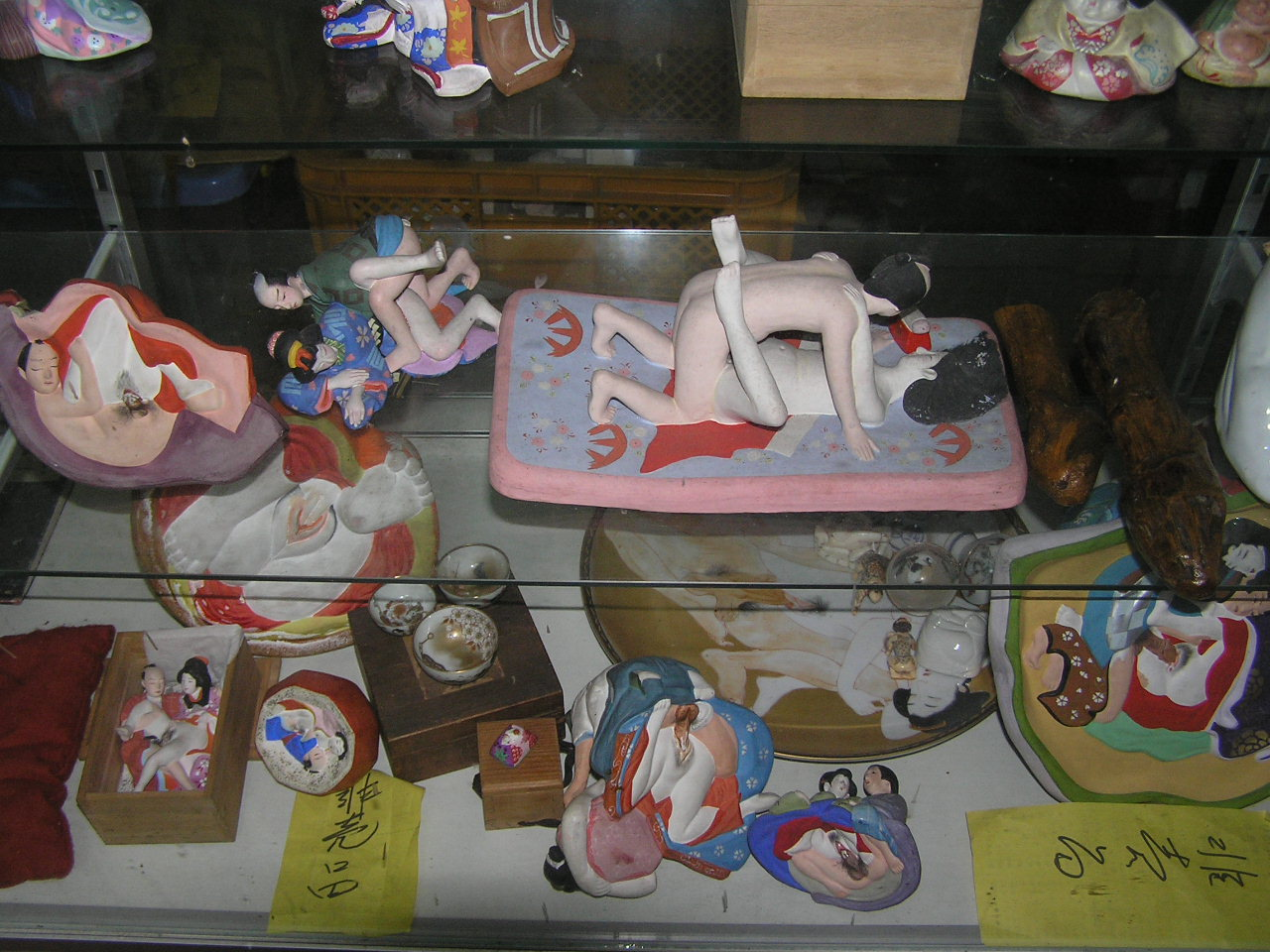
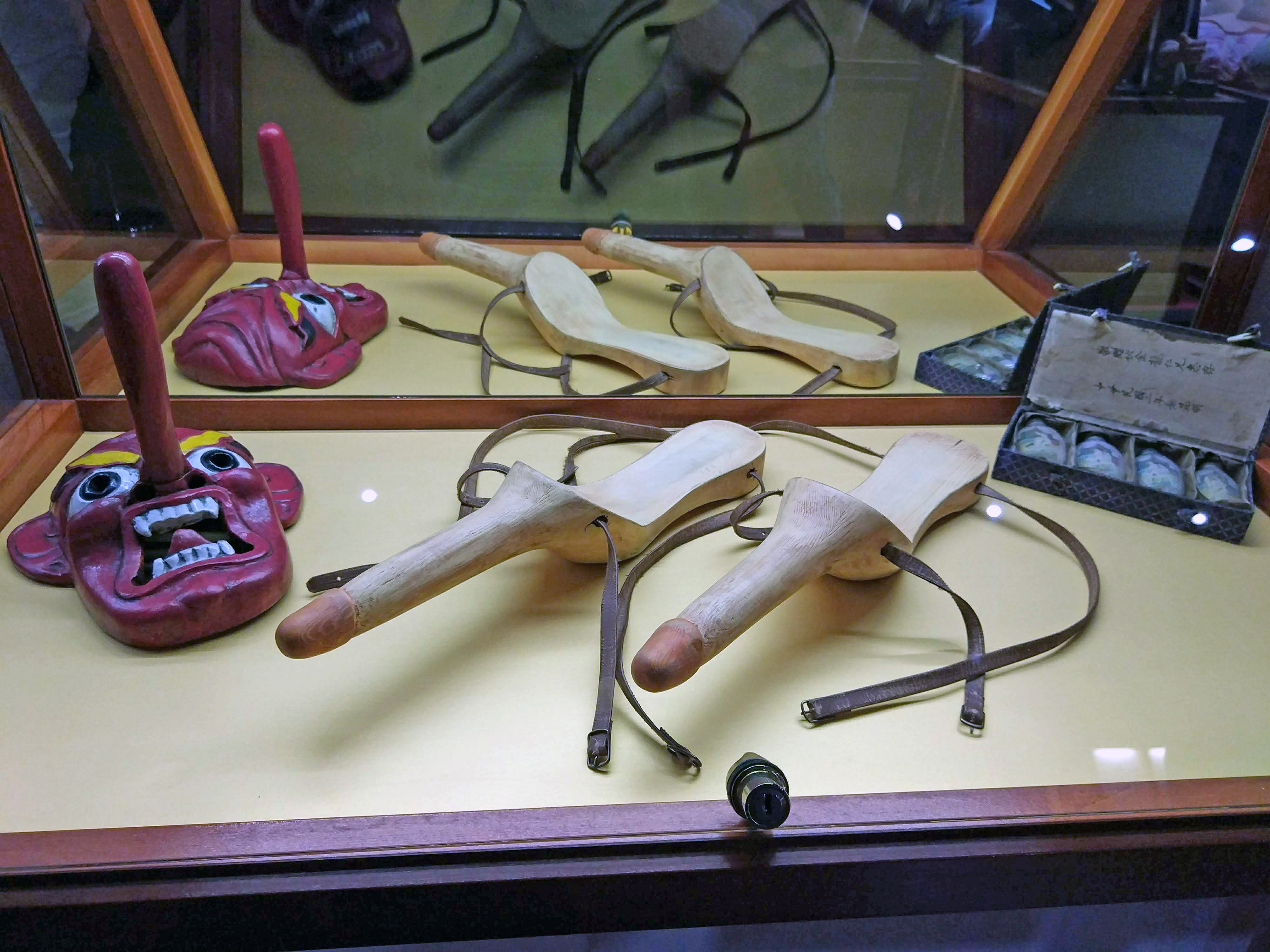
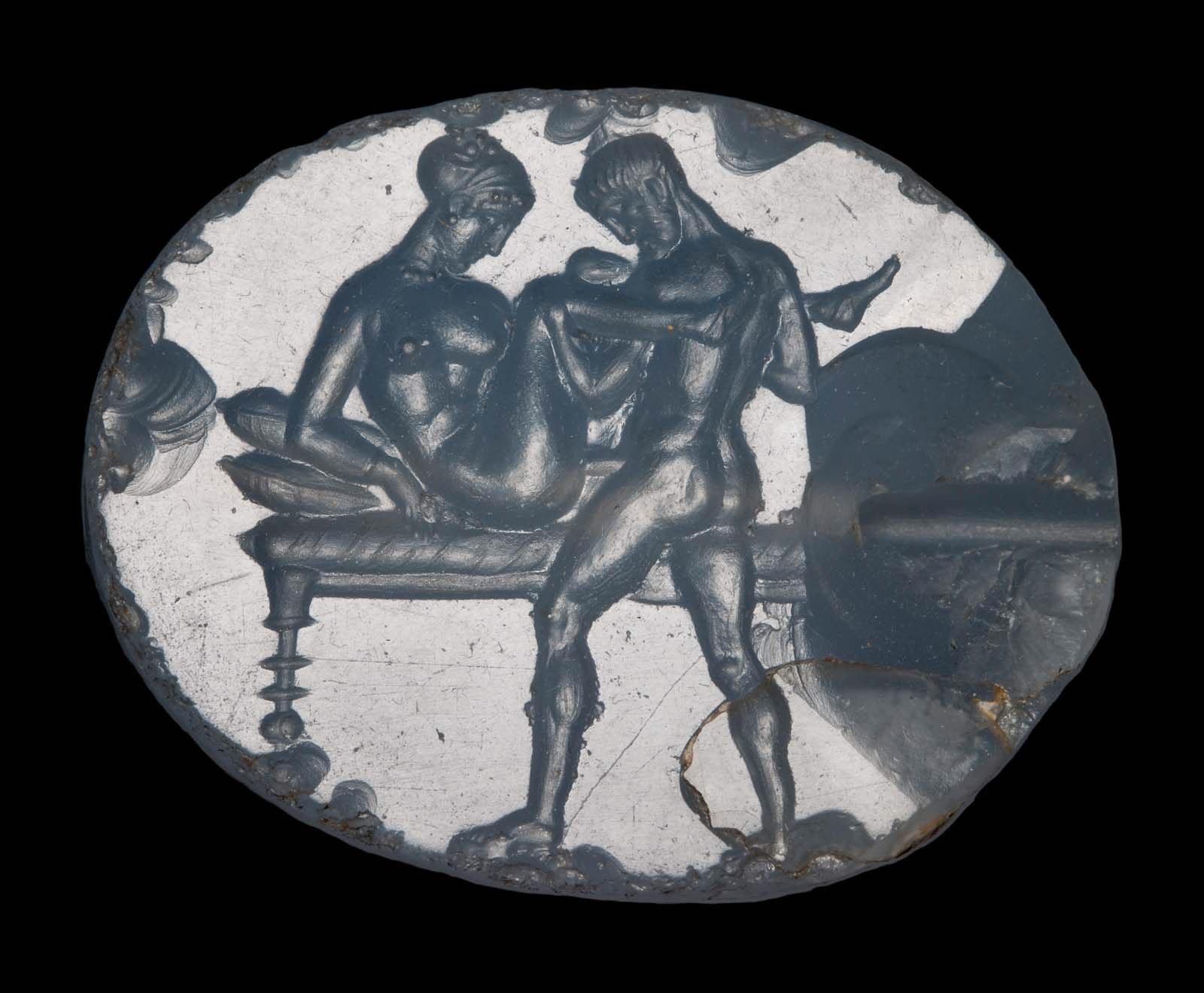